# خانه‌ای با پنجره‌های خندان
خانه‌ای با پنجره‌های خندان (ایتالیایی: La casa dalle finestre che ridono) یک فیلم جالوی ترسناک ایتالیایی به کارگردانی پوپی آواتی محصول سال ۱۹۷۶ است. از بازیگران آن می‌توان به لینو کاپولیکیو، جانی کاوینا و یوجین والتر اشاره کرد.
این فیلم به همراه زدر (۱۹۸۳) مشهورترین آثار پوپی آواتی به‌شمار می‌روند.